# 弯刺六枪虫
弯刺六枪虫（学名：Hexacontium retrospiculum）为三轴球虫科六枪虫属的动物。在中国，分布于东海等海域。